# Sint-Laurentiuskerk (Heuseux)

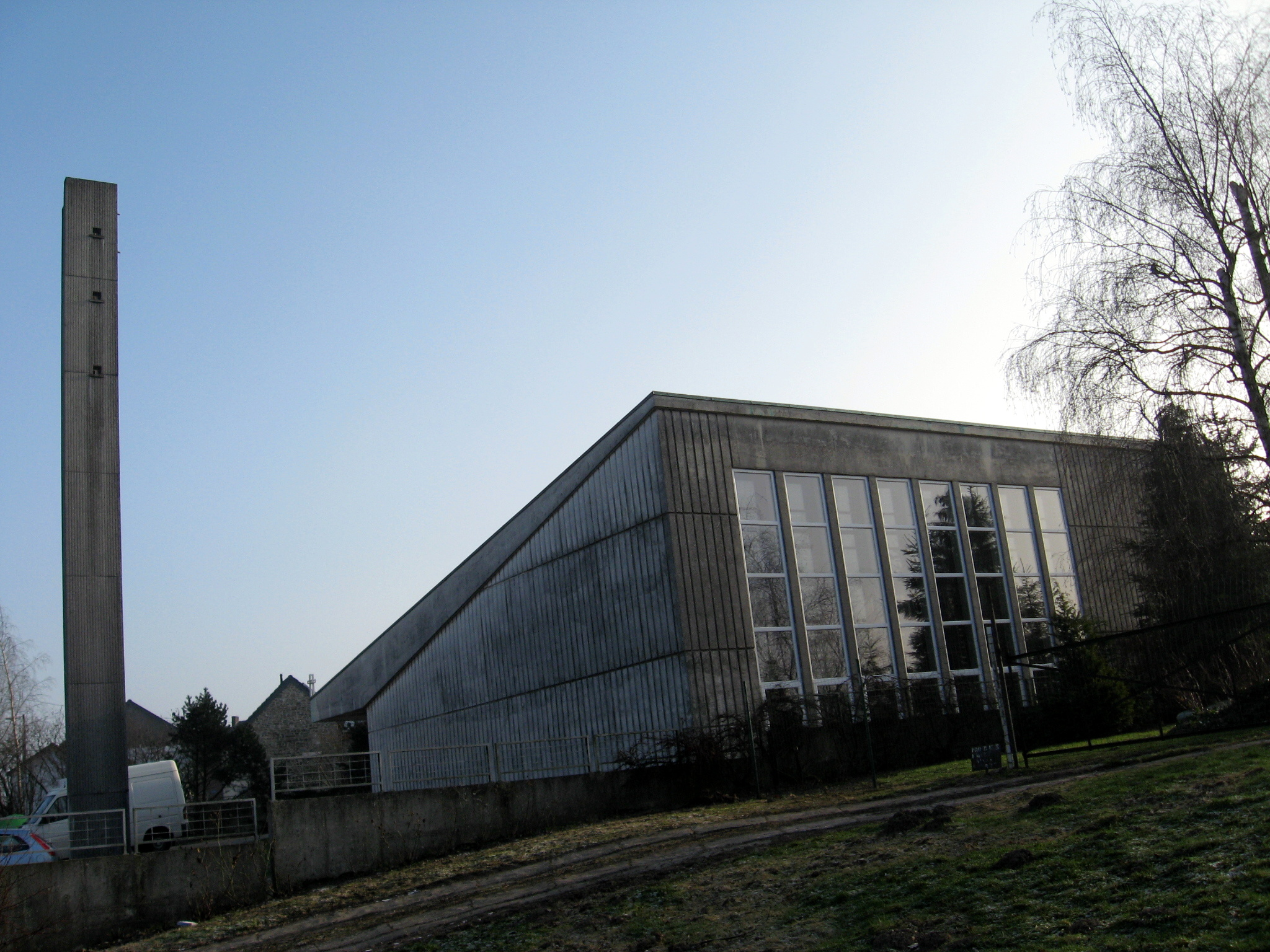
Sint-Laurentiuskerk

De Sint-Laurentiuskerk (Église Saint-Laurent) is de parochiekerk van het in de Belgische gemeente Soumagne gelegen dorp Heuseux, gelegen aan de Rue des Artisans.

## Geschiedenis
De parochie van Cerexhe-Heuseux zetelde te Cerexhe, maar reeds in 1427 was er sprake van een aan Sint-Laurentius gewijde kapel, welke waarschijnlijk van een veel oudere datum, van vóór 1295, kan zijn geweest. De bevolking van de omgeving kende een grote devotie voor deze heilige, die aangeroepen werd tegen huidziekten. In de nabijheid bevond zich een Sint-Laurentiusbron, aan het water waarvan wonderbaarlijke krachten werden toegeschreven. In 1708 werd melding gemaakt van een dergelijke bron.
Ondanks de komst van bedevaartgangers had de kapel vaak weinig inkomsten. Toch waren er burgers die schenkingen aan de kapel verrichten. Aldus werd de kapel gerestaureerd in 1743.
In 1866 werd de kapel vervangen door een bouwwerk dat meer op een kerk leek. De toren van deze kerk werd in 1940 opgeblazen door het Belgische leger. De gelovigen moesten langere tijd hun toevlucht nemen tot een houten noodkerk tegenover de ruïnes van hun vroegere kerk. In 1972-1973 werd een nieuwe kerk gebouwd in modernistische stijl, naar ontwerp van Pierre Demarche. Het is een zaalkerk in beton, met een schuin aflopend dak en een slanke, losstaande open klokkentoren, eveneens in beton uitgevoerd.